# Verena Hubertz
Verena Ute Hubertz (nacida el 26 de noviembre de 1987 en Tréveris, Alemania Occidental) es una política y empresaria alemana, miembro del Partido Socialdemócrata de Alemania (SPD). Desde el 6 de mayo de 2025, ocupa el cargo de Ministra Federal de Vivienda, Desarrollo Urbano y Construcción en el gobierno del canciller Friedrich Merz.

## Biografía

### Formación y primeros años
Hubertz creció en las localidades de Konz y Lampaden, en el estado de Renania-Palatinado. Es hija de un cerrajero y una trabajadora pastoral. Tras completar su educación secundaria en el Gymnasium de Konz en 2007, estudió Administración de Empresas en la Universidad de Ciencias Aplicadas de Tréveris y posteriormente obtuvo un máster en la WHU – Otto Beisheim School of Management en Vallendar. Durante su formación, realizó un semestre en la Owen Graduate School of Management de la Universidad de Vanderbilt, en Tennessee, Estados Unidos.

### Trayectoria empresarial
En agosto de 2013, cofundó en Berlín la empresa AJNS New Media GmbH junto a su compañera de estudios Mengting Gao. La empresa desarrolló la plataforma de cocina Kitchen Stories, una aplicación multimedia con recetas en formato de video y texto. La aplicación alcanzó más de 20 millones de usuarios y fue reconocida con premios de diseño por Apple y Google. En 2017, BSH Hausgeräte GmbH, filial de Bosch, adquirió el 60% de la empresa. Hubertz desempeñó el cargo de directora general, supervisando áreas como desarrollo empresarial, finanzas, recursos humanos y asuntos legales.

### Carrera política
En 2020, Hubertz renunció a su puesto en Kitchen Stories para postularse como candidata del SPD al Bundestag por el distrito de Tréveris. En las elecciones federales de 2021, obtuvo el mandato directo con el 33% de los votos, superando al titular Andreas Steier por un margen de 5,3 puntos porcentuales. Desde diciembre de 2021, se desempeñó como una de las vicepresidentas del grupo parlamentario del SPD, encargada de áreasde economía, vivienda y turismo.
En las elecciones de febrero de 2025, perdió el mandato directo por un estrecho margen frente al candidato de la CDU, Dominik Sienkiewicz. Sin embargo, conservó su escaño en el Bundestag gracias a su posición en la lista estatal del SPD. Tras las negociaciones para formar una gran coalición entre la CDU/CSU y el SPD, fue nombrada Ministra Federal de Vivienda, Desarrollo Urbano y Construcción en mayo de 2025.

## Otras actividades
- Desde 2022, es miembro del Consejo de Supervisión del banco público KfW.

- Forma parte del Consejo Asesor Político del Foro Empresarial del SPD y de la Asociación Federal de la Mediana Empresa (BVMW).